# 万众一

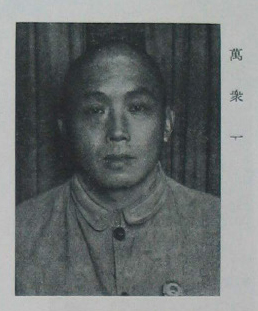

万众一（1907年—1989年6月8日），原名万凤仪，江苏省铜山县人。中华人民共和国政治人物。
早年担任共青团东海县委书记，共青团江苏省委织织部部长。抗日战争期间，担任中共铜山县县委书记，后担任新四军淮海军区淮河大队政委，中共淮海地委书记。第二次国共内战期间，担任中共华中第六地委书记兼本分区政委，中共苏北区党委副书记、苏北行政公署主任。中华人民共和国成立后，任中共江苏省委常委，中华人民共和国农业部宣传总局局长。1959年，因被判为右倾机会主义分子，被开除党籍。1980年平反，1989年6月8日去世。